# سوا باليلي
سوا باليلي (بالإنجليزية: Soa Palelei؛ مواليد 12 يوليو 1977) هو مُقاتل فنون قتالية مختلطة أسترالي.

## وصلات خارجية
- سوا باليلي على موقع يو إف سي (الإنجليزية)
- سوا باليلي على موقع شيردوغ (الإنجليزية)
- سوا باليلي على موقع Tapology.com (الإنجليزية)
- سوا باليلي على موقع IMDb (الإنجليزية)
- سوا باليلي على موقع قاعدة بيانات الفيلم (الإنجليزية)